# Mensenluizen
De mensenluizen (Pediculidae) zijn een familie uit de orde Phthiraptera.

## Kenmerken
Deze kleine, bleke luizen hebben een langwerpig, peervormig en afgeplat lichaam met een smalle kop en korte pootjes met klauwtjes. De lichaamslengte bedraagt 2 tot 6 mm.

## Leefwijze
Deze insecten zuigen bloed. Deze familie kent 2 ondersoorten, namelijk de lichaamsluis, die zijn eieren vastkleeft aan kleding en de hoofdluis, die hetzelfde doet bij haren.

## Verspreiding
Deze familie komt wereldwijd voor op mensen en apen.

## Besmetting
Schoolkinderen lopen de meeste kans op besmetting met hoofdluis. De lichaamsluis is de overbrenger van vlektyfus.